# 代尼
代尼（法語：Daigny，法語發音：[dɛɲi]）是法国大東部大區阿登省的一个市镇，属于色当区。

## 地理
代尼（49°42'10"N, 4°59'31"E）面积2.85 平方千米，位于法国大東部大區阿登省，该省份为法国北部内陆省份，西接埃纳省，南至马恩省，东临默兹省，北与比利时接壤。
与代尼接壤的市镇（或旧市镇、城区）包括：日沃讷、巴泽耶。

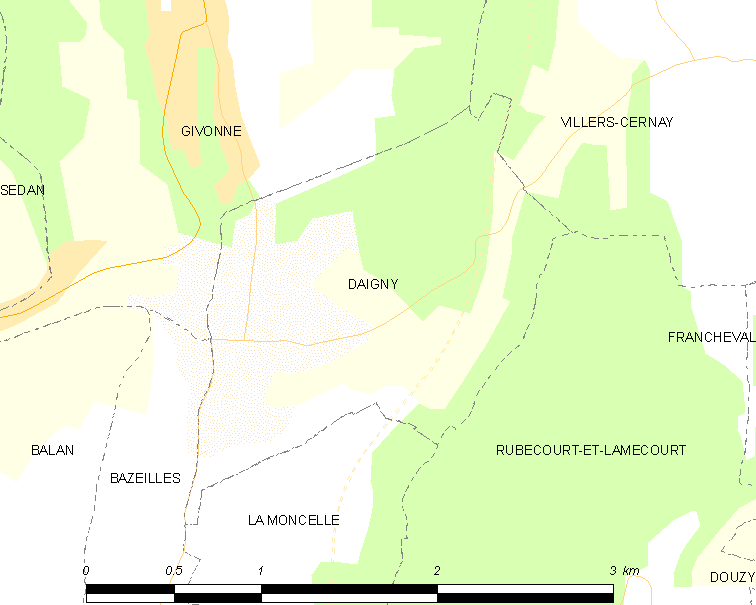
代尼的OSM定位图

代尼的时区为UTC+01:00、UTC+02:00（夏令时）。

## 行政
代尼的邮政编码为08140，INSEE市镇编码为08136。

## 政治
代尼所属的省级选区为色当第三县。

## 人口

1962-2008年间代尼人口变化图示

代尼于2022年1月1日时的人口数量为358人。